# Storthyngomerus
Storthyngomerus is een vliegengeslacht uit de familie van de roofvliegen (Asilidae).

## Soorten
- S. minor Lindner, 1955
- S. potanodrilus Londt, 1998
- S. toroensis Oldroyd, 1970
- S. tridentatus (Fabricius, 1805)